# Месје 97
Месје 97 (М97) је планетарна маглина у сазвежђу Велики медвед која се налази у Месјеовом каталогу објеката дубоког неба.
Деклинација објекта је + 55° 1' 10" а ректасцензија 11h 14m 47,7s. Привидна величина (магнитуда) објекта М97 износи 9,9 а фотографска магнитуда 12,0. М97 је још познат и под ознакама NGC 3587, PK 148+57.1, CS=15., Owl nebula.